# Erie BayHawks 2013-2014
La stagione 2013-14 degli Erie BayHawks fu la 6ª nella NBA D-League per la franchigia.
Gli Erie BayHawks arrivarono quinti nella East Division con un record di 16-34, non qualificandosi per i play-off.

## Roster
| N° | Naz.                   | Ruolo | Sportivo          | Anno | Alt. | Peso |
| -- | ---------------------- | ----- | ----------------- | ---- | ---- | ---- |
| 0  | Stati Uniti (bandiera) | G     | Chris Smith       | 1987 | 188  | 88   |
| 4  | Stati Uniti (bandiera) | AC    | Jeremy Tyler      | 1991 | 208  | 118  |
| 6  | Stati Uniti (bandiera) | A     | C.J. Aiken        | 1990 | 206  | 91   |
| 7  | Stati Uniti (bandiera) | G     | Sean Singletary   | 1985 | 183  | 84   |
| 10 | Stati Uniti (bandiera) | G     | Marcel Anderson   | 1986 | 183  | 79   |
| 10 | Stati Uniti (bandiera) | G     | Nick Covington    | 1985 | 188  | 91   |
| 11 | Stati Uniti (bandiera) | A     | Brandon Bowdry    | 1988 | 198  | 100  |
| 11 | Stati Uniti (bandiera) | A     | C.J. Leslie       | 1991 | 206  | 95   |
| 12 | Stati Uniti (bandiera) | G     | Lewis Jackson     | 1989 | 178  | 75   |
| 15 | Stati Uniti (bandiera) | G     | Scott Suggs       | 1989 | 198  | 88   |
| 17 | Stati Uniti (bandiera) | A     | Andrae Nelson     | 1991 | 201  | 107  |
| 19 | Stati Uniti (bandiera) | GA    | Micah Downs       | 1986 | 203  | 91   |
| 21 | Stati Uniti (bandiera) | G     | Terrence Jennings | 1988 | 208  | 104  |
| 22 | Stati Uniti (bandiera) | A     | Cleveland Melvin  | 1991 | 203  | 98   |
| 22 | Stati Uniti (bandiera) | G     | Mustafa Shakur    | 1984 | 191  | 86   |
| 23 | Stati Uniti (bandiera) | G     | Toure' Murry      | 1989 | 196  | 91   |
| 24 | Stati Uniti (bandiera) | G     | Darren White      | 1991 | 193  | 95   |
| 31 | Stati Uniti (bandiera) | GA    | Ricky Davis       | 1979 | 201  | 93   |
| 32 | Stati Uniti (bandiera) | A     | Justin Brownlee   | 1988 | 201  | 104  |
| 34 | Stati Uniti (bandiera) | G     | Andre Jones       | 1990 | 188  | 88   |
| 40 | Stati Uniti (bandiera) | C     | Ty Walker         | 1989 | 211  | 104  |
| 42 | Stati Uniti (bandiera) | A     | Alex Oriakhi      | 1990 | 206  | 116  |
| 44 | Stati Uniti (bandiera) | AC    | Solomon Jones     | 1984 | 208  | 111  |

## Staff tecnico
- Allenatore: Gene Cross
- Vice-allenatori: Jeff Javorek, Ben McDonald
- Preparatore atletico: Kyle Creasy